# الأسفار المرفوضة

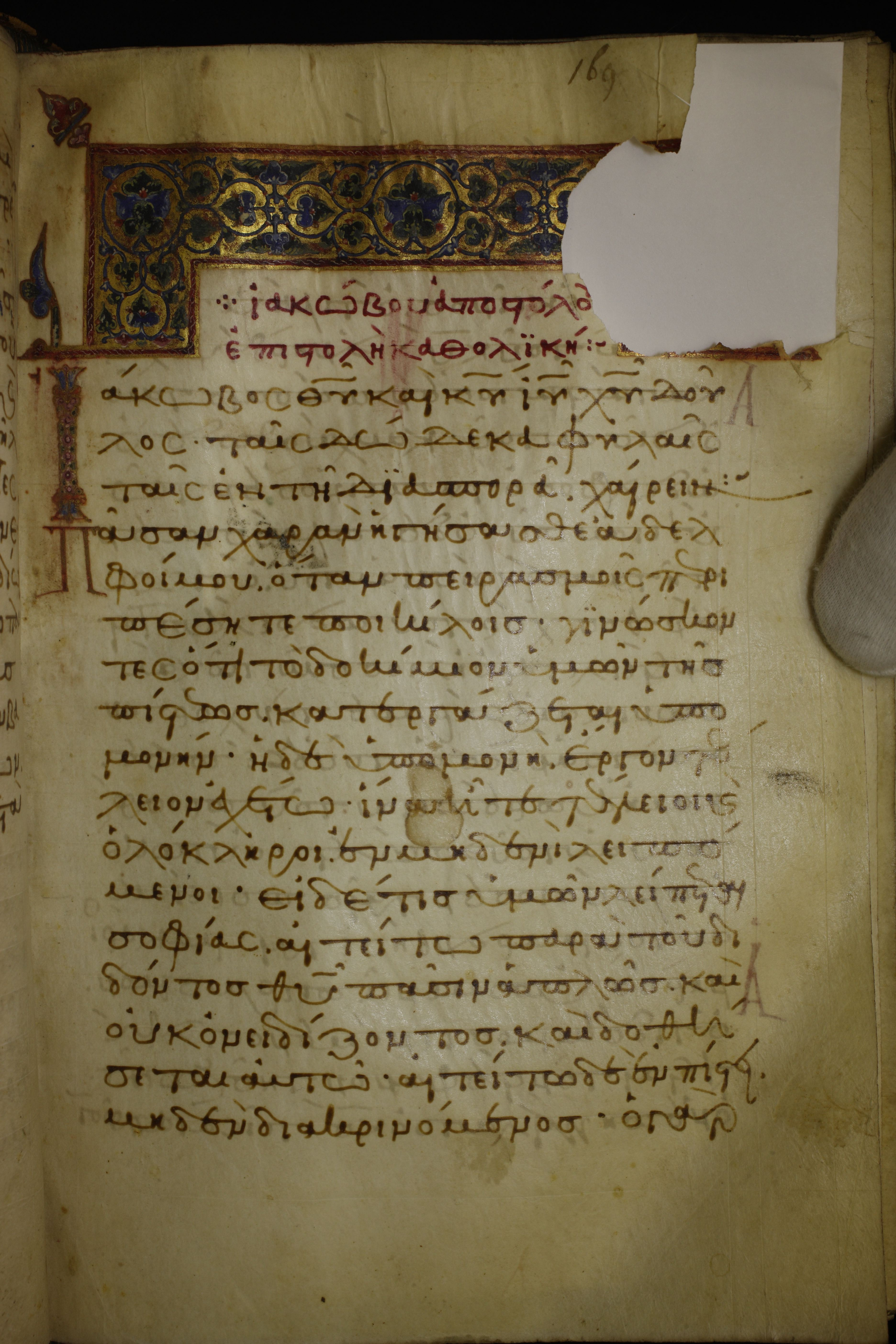
الورقة 85

الأسفار المرفوضة (باليونانية ἀντιλεγομένα، نقحرة: أنتيلغومينا، تعني أشياء معترض أو مختلف عليها) هو الاسم الذي استعمله آباء الكنيسة للإشارة إلى كتب من العهد الجديد لم تعتبر لمدة حقيقية أو لم تقبل في الكتب القانونية بالرغم من أنها كانت تقرأ في الكنائس. بالمقابل سميت الكتب غير المتنازع عليها هومولوغومينا أي الكتب المقبولة عالميا.
يستخدم الاسم أحيانا لكتب معينة من العهد العبري. هناك ذكر في المشنا لخلافات في بعض الأوساط اليهودية في القرن الثاني الميلادي حول قانونية سفر نشيد الأنشاد وسفر الجامعة وسفر أستير. وهناك بعض الشكوك منذ ذلك الوقت حول سفر الأمثال. تذكر الجمارا بعض التساؤلات حول سفر حزقيال حتى حلت الاعتراضات في 66 للميلاد. وفي القرن الأول قبل الميلاد رفض بعض تلاميذ شماي قانونية سفر الجامعة بسبب تشاؤمه لكن مدرسة هلل أيدته. واستمرت بعض النقاشات في مدرسة يبنة في 90 م تقريبا.
وصف أول مؤرخ للكنيسة يوسابيوس نحو 303-325 م عدة أسفار أنها مرفوضة هي رسالة يعقوب ورسالة يهوذا ورسالة بطرس الثانية ورسالة يوحنا الثانية والثالثة وأعمال بولس وراعي هرمس ورؤيا بطرس ورسالة برنابا والديداخي ورؤيا يوحنا وإنجيل العبرانيين.
وقال عن الرسالة إلى العبرانيين إنه لا يحق تجاهل حقيقة أن البعض رفض الرسالة إلى العبرانيين وقالوا إنها مختلف عليها [أنتيلغومنا] من كنيسة روما على أساس أن بولس لم يكتبها.
تحوي المخطوطة السيناتية من القرن الرابع سفر راعي هرمس ورسالة برنابا، ولم يكن في النسخة الأصلية للنسخة الأرامية البسيطة رسالتي يوحنا الثانية والثالثة ورسالة بطرس الثانية ورسالة يهوذا ورؤيا يوحنا لكنها موجودة في بعض الطبعات الحديثة مثل طبعة 1823.
خلال الإصلاح البروتستنتي طرح لوثر مسألة الكتب المختلف عليها بين آباء الكنيسة. ولأنه شكك بالرسالة إلى العبرانيين ورسالتي يعقوب ويهوذا ورؤيا يوحنا فقد سميت هذه الأسفار أحيانا مرفوضة.
استخدم فرديناند باور العبارة في تصنيف رسائل بولس، حيث اعتبر الرسالة إلى أهل رومية ورسالتي كورنثوس الأولى والثانية مقبولة بينما اعتبر الرسائل إلى أهل أفسس وأهل فيلبي وأهل كولوسي ورسالتي تسالونيكي ورسالة فليمون، بينما اعتبر رسائل تيماثوس وتيطس نوثا أنها مرفوضة.
تشير الكلمة في الاستعمال اللوثري الحالي إلى أسفار العهد الجديد المشكوك بمكانتها في قانون الكتاب المقدس أي رسائل يعقوب ويهوذا وبطرس الثانية ويوحنا الثانية والثالثة والرسالة إلى العبرانيين ورؤيا يوحنا.

## مواقع خارجية
- Christian Cyclopedia: Antilegomena
- Encyclopedia Britannica: Antilegomena
- The Witness of History for Scripture (Homologoumena and Antilegomena) by Franz August Otto Pieper
- Presentation of Lutheran position: The Canon—What Is The Import Of The Distinction Between The Canonical And Deuterocanonical (Antilegomena) Books? by Gary P. Baumler
- Luther's Antilegomena at bible-researcher.com
- Schaff's History of the Christian Church: The Revolution at Wittenberg. Carlstadt and the New Prophets.: Andreas Carlstadt "weighed the historic evidence, discriminated between three orders of books as of first, second, and third dignity, putting the Hagiographa of the Old Testament and the seven Antilegomena of the New in the third order, and expressed doubts on the Mosaic authorship of the Pentateuch. He based his objections to the Antilegomena, not on dogmatic grounds, as Luther, but on the want of historical testimony; his opposition to the traditional Canon was itself traditional; he put ante-Nicene against post-Nicene tradition. This book on the Canon, however, was crude and premature, and passed out of sight."
- Catholic Encyclopedia: Canon of the New Testament: "Even a few Catholic scholars of the Renaissance type, notably دسيدريوس إراسموس and Cajetan, had thrown some doubts on the canonicity of the above-mentioned Antilegomena."